# Imagen panorámica
Una imagen panorámica es la que muestra un panorama (del griego pan, todo, y horama, vista), usualmente paisajístico o arquitectónico, y que se distingue por el amplio horizonte visual que cubre. Su elaboración ha ido cambiando a través del tiempo, desde los paisajes pintados en cuadros, pasando por la fotografía clásica y la digital, hasta la edición o incluso la creación completa de imágenes en el computador. Las posibilidades que el desarrollo tecnológico brinda a las imágenes panorámicas se han expandido hasta permitir la existencia de mundos virtuales tridimensionales, en los que se puede ingresar y desplazarse para observar diferentes puntos de vista de la escena.

Panorama de Taipéi, Taiwán.

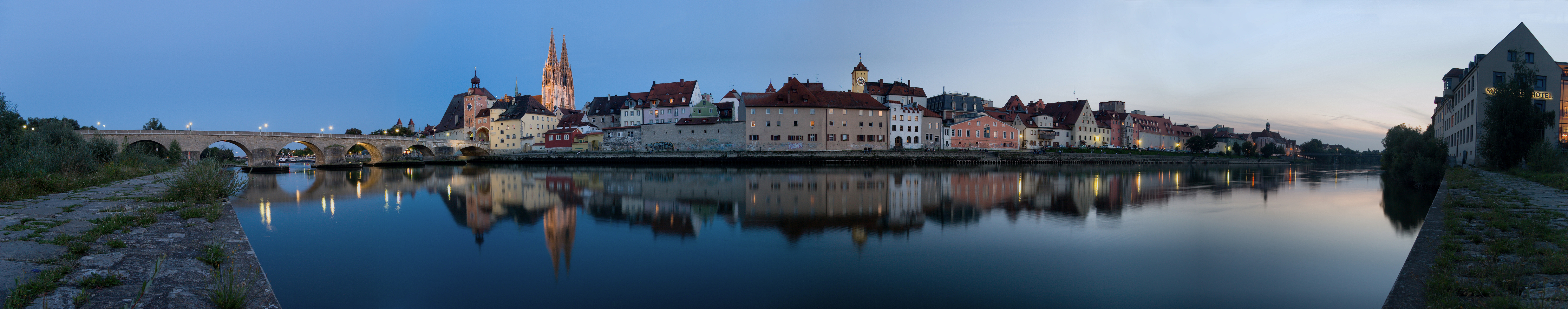
Panorama del malecón de Ratisbona, Alemania.

## Historia
A finales del siglo XVIII se genera una corriente artística que basada en realizar cuadros de tamaño gigante sobre temas relevantes de la época, como las batallas épicas (uno muy famoso:"The Storming of Seringhapatam" 1799, de Robert Ker Porter).
Con la misma finalidad, el retratista Robert Barker creó un cuadro continuo sobre la superficie de un cilindro; en 1778 patentó un bastidor giratorio para poder pintar un cuadro de tales dimensiones. El efecto se conseguía sumergiendo completamente al espectador en la imagen. La parte superior del cuadro se escondía con un telón, de tal modo que el espectador, envuelto completamente por la imagen, no tenía ningún punto de referencia exterior al cuadro; los efectos de luz y sonido contribuyeron a crear el entorno ilusorio. El invento recibió el nombre de Panorama (visión global). En 1791, inauguró en Londres su primera sala permanente donde el espectador podía contemplar dos cuadros: el más grande medía 86 metros de circunferencia. Los temas representados acostumbraban a ser paisajes, eventos de la actualidad o batallas.
Además, es también importante señalar la importancia que tuvo la tradición topográfica del siglo XVII en Inglaterra, en el origen y el desarrollo del Panorama. La llegada de Canaletto a Londres en 1746 potenció notablemente la escuela topográfica de pintores ingleses, quienes popularizaron las visitas de Londres con detallados edificios delineados por el pincel.
En otras ciudades, como Nueva York, se imitaron las panorámicas, y también se inventó el panorama giratorio: un lienzo muy largo que se enrollaba y desenrollaba en dos grandes bobinas, de modo que los espectadores veían, encima del escenario, una imagen cambiante que podía describir la historia de una batalla, por ejemplo. Hoy en día se conserva uno de estos panoramas, se cree que el de John J. Egan, en el Museo de Pensilvania. 
El punto álgido de los panoramas fue en 1830, después se retomó en los años 80 y 90. La mayoría de los panoramas primitivos que se generaron durante el siglo XIX han sido destruidos, a causa de sus traslados o incendios, y de sus grandes dimensiones. A excepción de las películas de pantalla amplia, la tradición del panorama ha ido desapareciendo.

## Pinturas circulares
La pintura circular, una forma especial de la pintura tridimensional trampantojo, fue descubierta, en occidente, por el irlandés Robert Barker (1739-1806). Este patentó el término “panorama” en el año 1787 para describir sus grandes pinturas panorámicas de la ciudad de Edimburgo. La exposición inaugural de Barker se hizo pública en 1788 en la misma ciudad de Edimburgo y se trasladó a Londres el año siguiente.
Como referencia a este tipo de espectáculo, la palabra “panorama” aparece por primera vez en la imprenta el 11 de junio de 1791 en el periódico británico The Morning Chronicle. 
Las pinturas eran murales de 360 grados de gran formato que se exhibían en una superficie cilíndrica y se observaban desde el interior de esta, aunque también existían casos en que la imagen se encontraba sobre una pared plana y era el observador quien se movía para observar el panorama. En este caso, se le llama panorama plano. Este tipo de obras eran de hasta 15 m de altura y la circunferencia sobrepasó a menudo la barrera de los 100 m. En el momento de su invención, el panorama se consideraba que ningún otro método de representación de objetos era capaz de transmitir una idea tan exacta del aspecto de un lugar observado desde un punto de vista concreto, gozaba de gran popularidad y se convirtió en un temprano medio masivo de comunicación. Hacia 1830, se empezaron a incluir figuras y otros añadidos para acentuar el efecto tridimensional. Esta popularidad alcanzó su máximo hacia 1840, especialmente en el Reino Unido y Estados Unidos.
Las pinturas circulares se colocaron a veces en museos diseñados especialmente para el gozo del público e iban de ciudad en ciudad llevados por una bien organizada industria mediática. Hoy existen todavía algunas de tales pinturas como el panorama titulado 'Revolución burguesa temprana en Alemania' del pintor y profesor de arte Werner Tübke, el cual se encuentra en el Panorama Musem de Bad Frankenhausen/Kyffhäuser (Alemania) y el 'Panorama de Jerusalén de la Pasión de Jesuscristo' que se encuentra en Altötting (Alemania).

## Fotografía química
Poco después de la creación del daguerrotipo (1839), los fotógrafos empezaron a hacer composiciones de distintas imágenes en una sola de más amplia. A finales del siglo XIX, la invención de la película flexible permitió la construcción de cámaras panorámicas que utilizaban mecanismos para hacer que la lente describiese un arco, obteniendo así imágenes de casi 180 grados. Los panoramas circulares perdieron importancia como consecuencia del progreso social y técnico. Aparatos fotográficos especiales posibilitaron crear imágenes panorámicas con la fotografía química. La fotografía panorámica fue ampliamente usada a pesar de su alto coste. A finales del siglo XX, la fotografía digital simplificó significativamente este proceso. 

## Fotografía digital

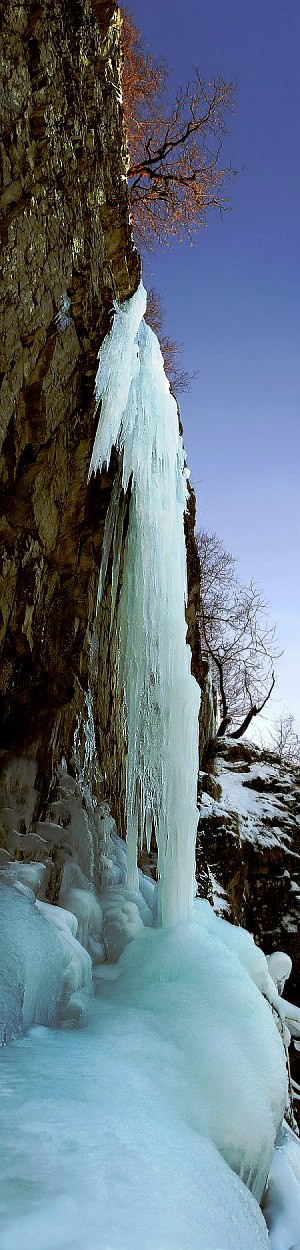
Panorama vertical: una cascada congelada en un barranco del Rhön, Alemania.

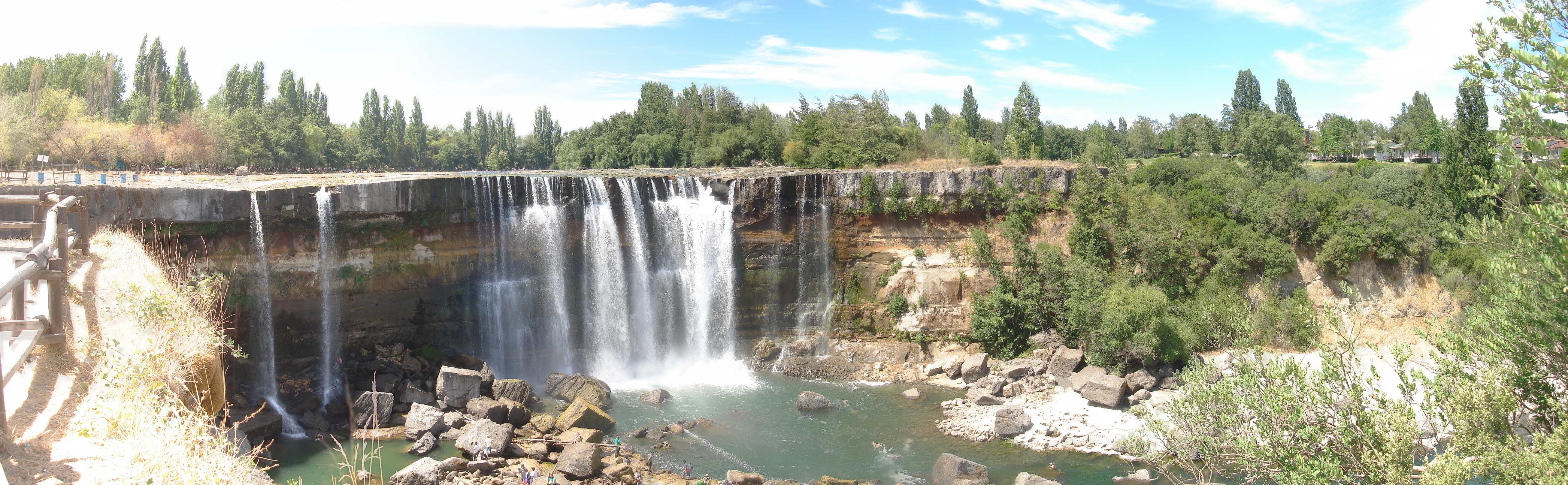
Cascada del río Laja, ubicada en la VIII Región del Biobío, Chile.

Los complicados y caros equipos para la fotografía panorámica están siendo desplazados por la fotografía digital. Tomar las fotos una a una y hacer el montaje de cada una de las fotos en un panorama es menos caro y se puede hacer en casa en el computador personal. Una posibilidad son los editores de imágenes, con ellos se pueden hacer los montajes de fotos. Pero también con un objetivo ojo de pez o con espejos curvos se pueden hacer las fotos y luego mediante un algoritmo informático revertir la distorsión producida por los lentes o espejos. Este método evita el montaje de las fotos.

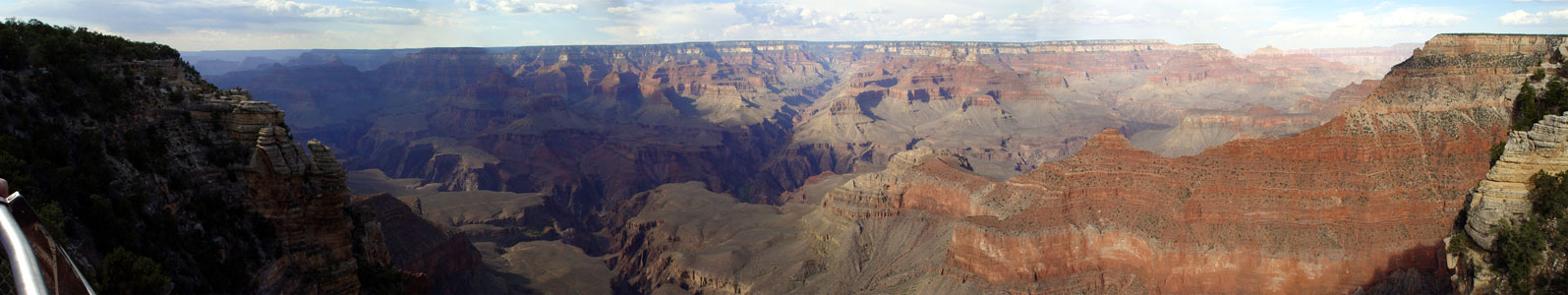
Panorama del Gran Cañón, Estados Unidos.

En algunas cámaras esto suele llamarse barrido panorámico, este es una versión donde se puede elegir horizontal así como vertical, y elegir qué tan largo se quiere.

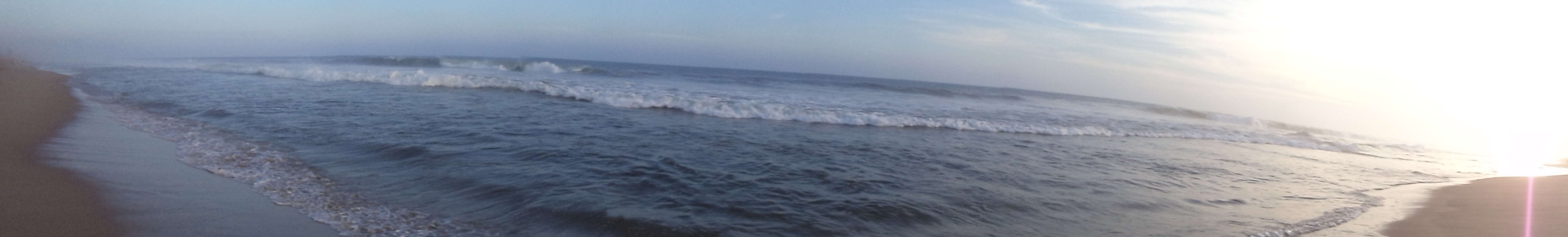
Playa de Acapulco en el estado de Guerrero, México.

## Stitching

Puesta de sol sobre el Observatorio Paranal, Chile.

Una variante practicable también por aficionados es hacer las fotos con la cámara digital, girándola cada vez un sector. Estas fotos parciales pueden ser compuestas en un panorama con una técnica llamada stitching. Para ello algunas cámaras poseen mecanismos manuales o motorizados que facilitan el trabajo.

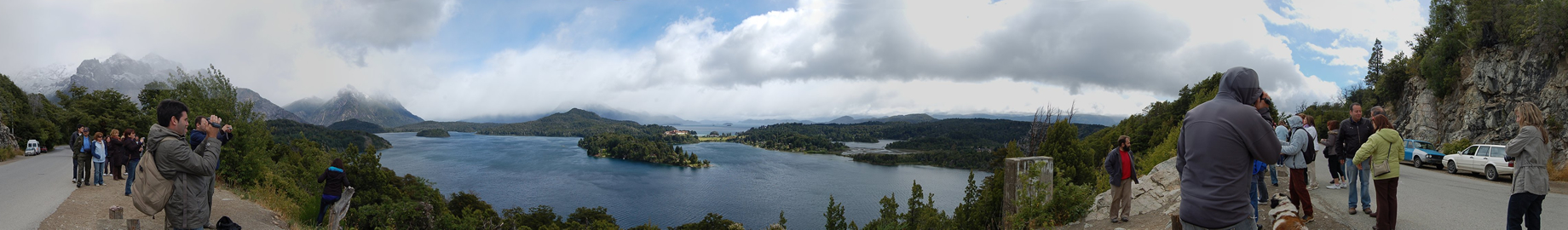
Imagen panorámica del lago Nahuel Huapi, provincia de Río Negro, Argentina.

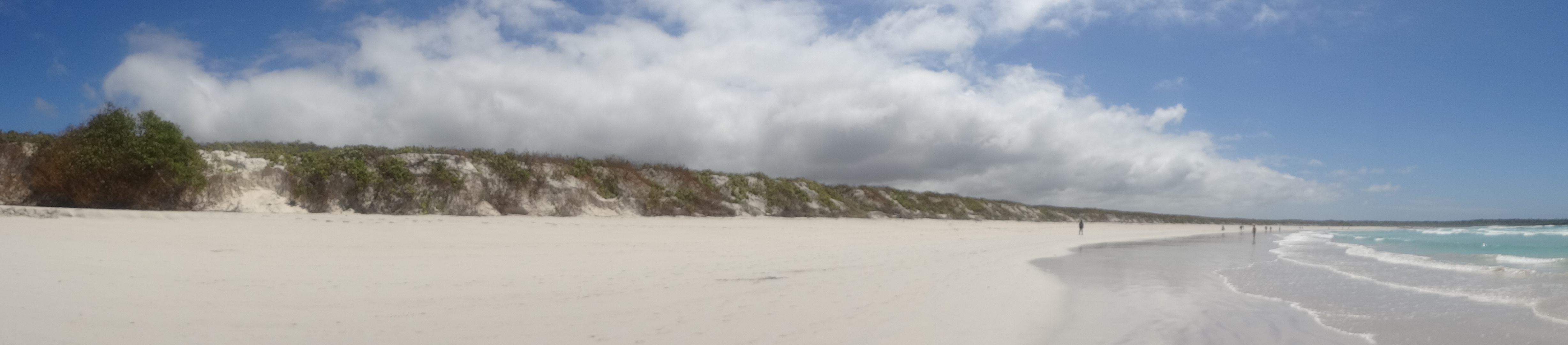
Imagen panorámica del Bahía Tortuga, Puerto Ayora, Galápagos.

## Televisión
La nueva norma de televisión digital ha permitido, entre muchos avances, la utilización de imágenes de formato ancho, o widescreen (con relaciones de aspecto de 16:9), a diferencia de los formatos convencionales (de 4:3).

## Cine
En el cine, el término panorama se refiere a la rotación de la cámara sobre su propio eje, ya sea en vertical, diagonal u horizontal. Es un movimiento de cámara y puede tener varios objetivos:
- Descripción: mostrar un espacio o acción, etc.
- Acompañar: seguir un personaje o acción, etc.
- Relacionar: para establecer una relación entre personajes u objetos, etc.

### Tipologías
- Horizontal o Pan: rotación de la cámara de derecha a izquierda o en el sentido contrario.
- Vertical o Tilt: movimiento de arriba abajo, o en el sentido contrario.
- Oblicua: movimiento en diagonal de la cámara. (Si se utiliza trípode, este no tendría que estar nivelado, ya que facilita el movimiento de la cámara.)
- Circular: giro de la cámara en 360 grados.
- Barrido: panorámica muy rápida que provoca un sentido de caos en el espectador, ya que este no consigue ver las imágenes que se registran. Se utiliza como transición.

### Aspectos a tener en cuenta
- El movimiento debe empezar y acabar con un encuadre fijo.
- La panorámica más fluida es en dirección hacia la derecha.
- El movimiento no debe superar los 150 grados.[3]

## Visualización y uso en diseño

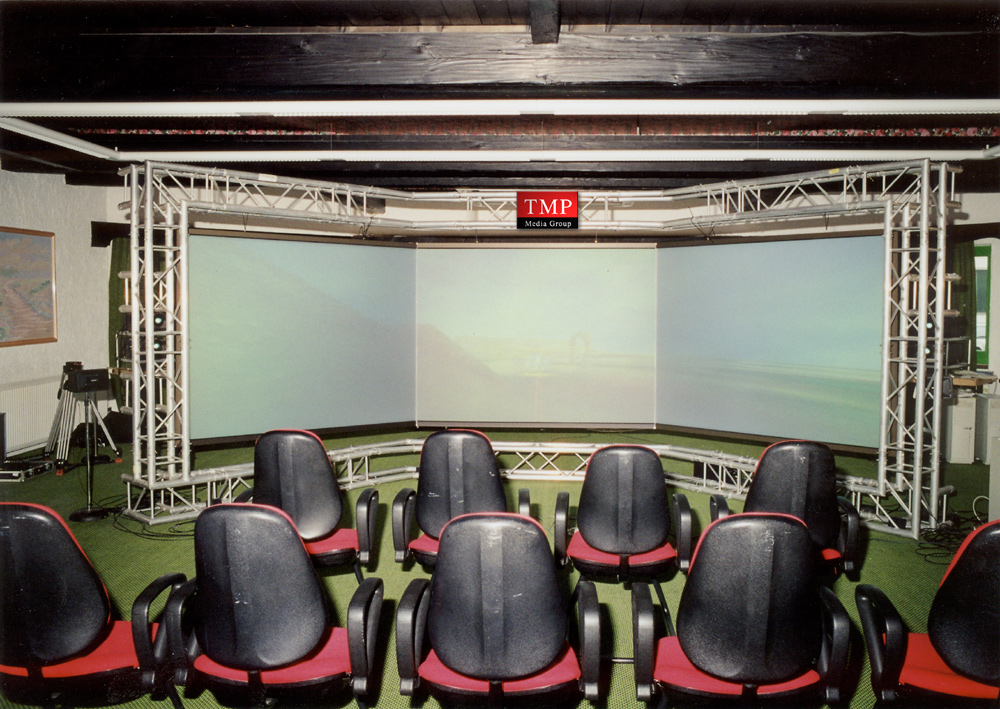
Una sala de proyección para panoramas.

Las imágenes panorámicas se ven impresionantes en salas de proyección adecuadas. Con un telón cóncavo y varios proyectores que disminuyan la luminosidad de los pixel en las regiones que se sobreponen (edgeblending) se logran buenos resultados. Durante el diseño de nuevos productos, por ejemplo nuevos modelos de automóviles, se puede utilizar esta proyección para mostrar el producto ya en la primera fase de diseño, cuando solo se tiene el modelo en archivos CAD, a partir de los cuales se genera la imagen panorámica.

## Las imágenes panorámicas más grandes del mundo

### Mont Blanc HD Panorama
La montaña más alta de Europa consagrada en el mayor panorama que jamás se ha hecho a 3500 metros de altitud. Un día soleado en las cumbres nevadas del Mont Blanc: menos 10 grados centígrados, una hora a pie de los glaciares durante dos semanas de trabajo, y más de setenta mil imágenes para componer una fotografía de 365 Gigapixeles.
Para disfrutar esta fotografía visite su sitio web Mont Blanc HD Panorama

### BT Tower 360 Panorama of London
Al finalizar los Juegos Olímpicos de Londres y durante tres días aproximadamente Jeffrey Martin, Holger Schulze y Mills Tom hicieron las tomas desde lo alto de la Torre BT de 48.640 fotografías para componer la panorámica más grande hasta el momento de 320 Gigapixel y así alzarse con este nuevo récord mundial. Los equipos utilizados fueron 4 cámaras Canon EOS 7D y los lentes fueron los EF 400mm f/2.8 IS II USM y EF teleconversores Extender 2x III. Las imágenes RAW fueron procesadas por un período de varias semanas usando el software Autopano Giga en una estación de trabajo Celsius R920 con 256 GB de memoria RAM y 16 núcleos a 3.1GHz. El resultado obtenido es tan grande que si se imprime en resolución normal, sería casi del tamaño del palacio de Buckingham; la altura es la misma, 24 metros y 98 metros de largo, 10 menos que el palacio. Para ver esta gigante visite su sitio web BT Tower 360 Panorama of London Archivado el 12 de enero de 2016 en Wayback Machine.

### Shanghái 272 Gigapixel
El autor de la foto es Alfred Zhao y es hasta ahora la imagen más grande obtenida. El conjunto de imágenes que la componen fue tomada desde el techo de la Academia China de Ciencias; se trata de un edificio de 18 pisos que está ubicado en la zona del centro de Shanghái; el 25 de mayo de 2010 y no fue publicada hasta el 17 de diciembre del propio año. Utilizó 12 000 capturas con una cámara Canon 7D y un lente Canon 400mm (f5.6). El software empleado para obtener esta gigante de más de 1 TB fue el GigaPan Epic Pro. Las dimensiones reales son 887 276(l) x 306 908(a). Puede ser apreciada en su sitio web Shanghai 272 Gigapixel Panorama donde pueden ser conocidos además otros detalles de la imagen.

### Río de Janeiro 152 Gigapixel
El equipo Rio-HK fue el que realizó esta gigante. Se utilizaron 12 238 fotografías con una cámara Canon 550D y un lente de la misma marca de 100-400mm (f/4.5-5.6L IS USM) más un multiplicador 2X. Para ver la imagen completa puede ver el sitio GigaPan: Sugar Loaf - 0.15 Terapix. Más detalles acerca de esta en Rio-HK.

### Sevilla 111 Gigapixel
José Manuel Domínguez y Pablo Pompa fueron los fotógrafos de hermosa imagen de la ciudad de Sevilla. La cámara empleada fue una Canon 5D mkII con un objetivo, también Canon, de 400 mm con duplicador, lo que equivale realmente a 800 mm de distancia focal. Para el montaje de las 9750 imágenes finales usaron Autopano Giga. Para conocer más detalles Sevilla 111 Gigapixel Archivado el 18 de junio de 2012 en Wayback Machine.

### Yellow Stone 110 Gigapixeles
Alfred Zhao es también el autor de esta panorámica correspondiente a uno de los parques naturales más importantes del planeta. El equipo empleado fue una cámara Canon 7D, con un lente de 400mm (f5.6). El sitio web es GigaPan: Artist Point - Yellow Stone National Park.

### Londres 80 Gigapixel
Jeffrey Martin logró unir las 7886 fotografías tomadas con un aparato de tipo Canon EOS 550D con un lente Sigma 80-400mm. Empleó para este fin Autopano Giga. Sitio web de London 80 Gigapixel ofrece información adicional en 13 idiomas.

### Parque Nacional Arches 77 Gigapixeles
Vuelve a repetir Alfred Zhao como autor de esta panorámica en el desierto de Utah. La cámara fue con una Canon 7D con un multiplicador de 2X. Las fotos fueron enlazadas con Autopano Giga. La imagen puede ser apreciada en Park Avenue - Arches National Park

### Budapest 70 Gigapixeles
Esta imagen de la ciudad de Budapest nos viene de las manos del equipo 360systems. Utilizaron una cámara Sony Alpha 900 y un lente de 400 mm de Minolta, además de un multiplicador de 1.4X para tomar un total de 5040 fotografías. Para ellos usaron Autopano Giga en la unión de las fotos. Sitio web 70 Billion Pixels Budapest

### Río de Janeiro (Corcovado) 67 Gigapixeles
Esta ciudad vuelve a la mira del equipo Rio-HK pero en esta ocasión desde la cima del Corcovado. Se empleó una cámara Canon t2i, lente de 400mm y un multiplicador de 2x. Fueron tomadas 6223 fotos que fueron procesadas con GigaPan Epic Pro. La imagen puede ser vista en el sitio Corcovado 67GP (first stitch)

### Cannes 65 Gigapixels
Guillaume Roumestan es el autor de esta panorámica. Empleo una cámara Nikon D5100(APS-C 16 Mpxl)y un lente Sigma 50-500mm f4,5-6,3 DG APO OS para tomar un total de 6468 fotografías. Para el procesamiento usó Kolor Autopano Giga. Para ver la imagen Cannes 65 Gigapixels

### Grubhörndl 63 Gigapixels
Del lente de Florian Mitterer se obtuvo esta imagen de Austria. Sitio web Grubhörndl 360° - Größtes Gigapixel Österreichs

### The Last Supper
La imagen panorámica más grande del mundo se llama The Last Supper y fue concebida por la compañía fotográfica italiana HAL9000. El nombre de la obra se debe a que en ella se muestra detalladamente la célebre pintura de Leonardo Da Vinci, La Última Cena, que está situada al interior de la iglesia Santa María de las Gracias en Italia.
Para conseguir la panorámica de 16,1 Gigapíxeles, se situó la cámara sobre un andamio, frente a la pintura, y desde ahí se capturaron 1677 fotografías digitales de 12,2 megapíxeles cada una. Luego, fueron unidas con la ayuda de un programa computacional.

### Harlem-13-Gigapixels
Harlem-13-Gigapixels se denomina la segunda imagen panorámica más grande del mundo que fue lograda por el artista Gerard Maynard, junto a la compañía Kolor Company, el 13 de agosto de 2006. El tamaño de la foto es de 13 Gigapíxeles y en ella se aprecia el popular barrio neoyorquino de Harlem.
Para la composición, se usaron 2045 fotografías individuales (en formato RAW) que fueron capturadas por una cámara Nikon D2X, usando una lente Nikkor de 300 mm. Cada una de las imágenes tiene un tamaño de 12 megapíxeles y fueron tomadas desde las 4:43 p. m. hasta las 6:53 p. m. sobre el techo de un edificio de la ciudad de Nueva York. La cámara capturó las imágenes de derecha a izquierda y de arriba hacia abajo.
El programa informático utilizado para unir las imágenes fue Autopano Pro (producido por Kolor Company). El proceso de ensamblaje se separó en dos etapas: la primera, que duró un día, consistió en detectar y optimizar las fotografías, algunas de las cuales debieron ser posicionadas manualmente. En la segunda etapa, la panorámica fue renderizada, lo cual tardó 46 horas.